# 엘리자베스 페냐
엘리자베스 페냐(Elizabeth Peña, 1959년 9월 23일 ~ 2014년 10월 14일)는 미국의 배우이다.

## 출연 작품
- 디 워
- 야곱의 사다리 (영화)
- 프리 윌리 2